# Littérature persane

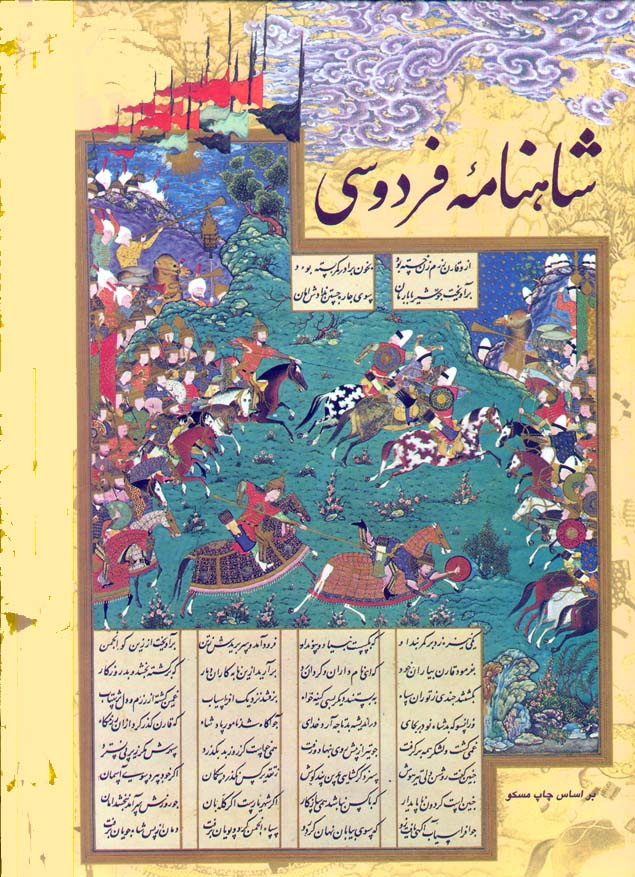
Enluminure du Livre des Rois (Ferdowsi).

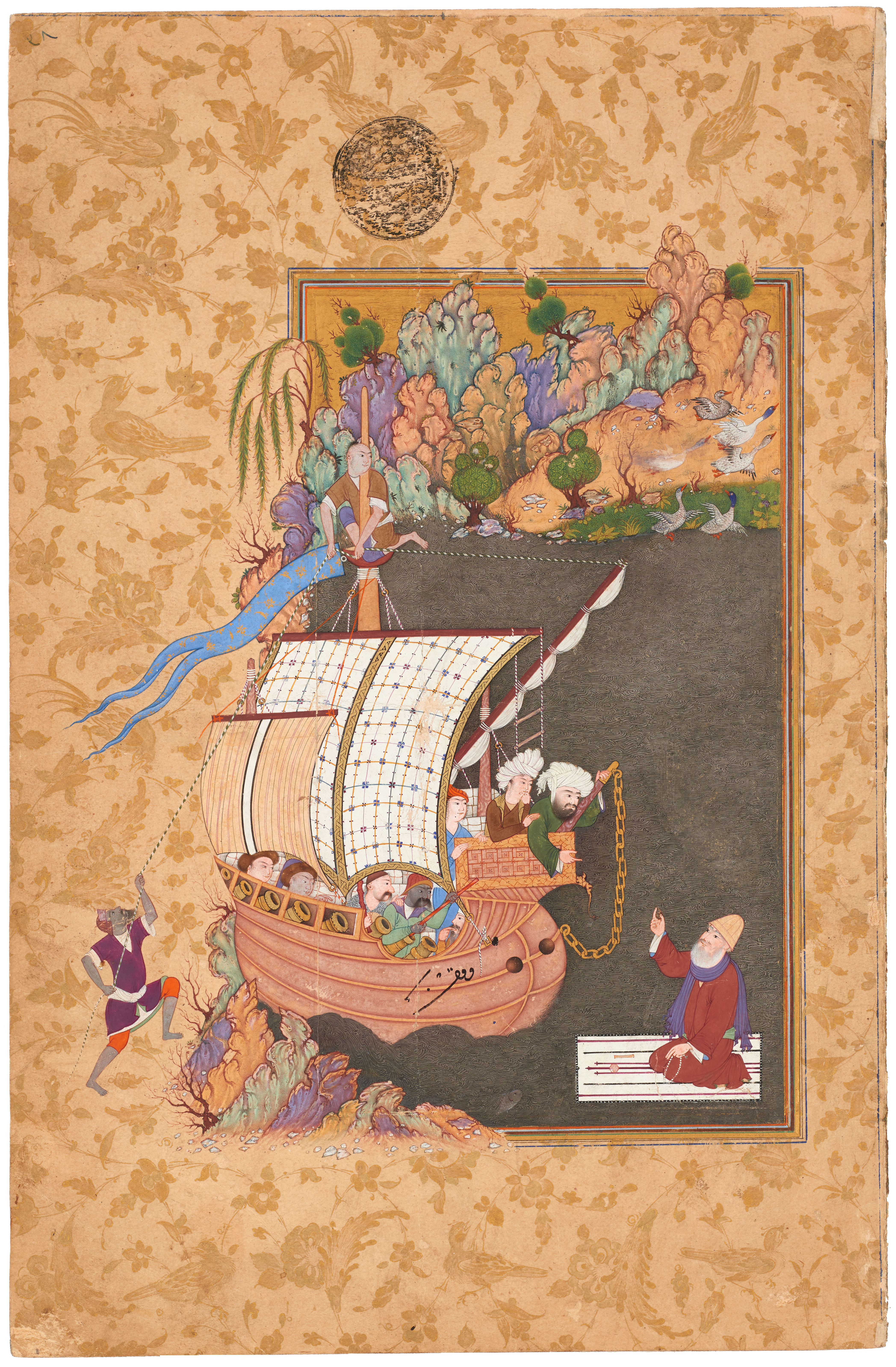
Miniature du Boustan (Saadi).

La littérature persane (en persan : ادبیات فارسی) est la littérature écrite en persan. Certains considèrent que la littérature persane inclut les travaux écrits par des Persans en d'autres langues, comme le grec et l'arabe. Le persan est une langue indo-européenne et s'écrit généralement au moyen de l'alphabet perso-arabe, variante de l'alphabet arabe.
Les travaux subsistants écrits en langues persanes (comme le vieux perse ou le moyen perse) remontent aussi loin qu'en 650 av. J.-C., date des inscriptions achéménides les plus anciennes retrouvées. L'essentiel de la littérature persane, cependant, remonte à la période de la conquête musulmane de la Perse aux environs de 650 de notre ère. Après que les Abbassides furent arrivés au pouvoir (750 ap. J.-C.), les Persans sont devenus les scribes et les bureaucrates de l'empire islamique et aussi, de plus en plus, ses écrivains et poètes. Les Persans écrivaient à la fois en arabe et en persan ; le persan a ensuite prédominé dans les cercles littéraires successifs. Les poètes perses tels que Saadi, Hâfez et Rûmi sont lus dans le monde entier et ont eu une grande influence sur la littérature dans de nombreux pays. La littérature persane contemporaine est peut-être moins connue.
La littérature persane est notamment renommée pour sa poésie, qui peut être épique, historique, philosophique, amoureuse, mystique, etc.
Les principaux écrivains persans, dont le style tient à la fois de la poésie et de la philosophie, sont :
- Ferdowsi, auteur du Shâh Nâmeh (livre des Rois), la grande épopée persane ;
- Nizami, auteur du Khamseh, ou Cinq Poèmes ;
- Saadi, auteur d'un Boustân (Verger) et d'un Golestân (Jardin de roses) ;
- Hâfez, auteur d'un Divan ;
- Omar Khayyam avec ses Quatrains[2] ;
- Attar avec Le Mémorial des saints, La Conférence des oiseaux et Le Livre des secrets ;
- Rûmi avec le Mesnâvi et Les travaux de Shams de Tabriz ;
- Rûzbehân avec Le Jasmin des fidèles d'amour ;
- Al-Ghazali et sa Revivification des sciences de la religion...

Parmi les écrivains contemporains, on peut citer aussi Hedayat (1903-1951), Chariati (1933-1977), Fereydoun Moshiri (1926-2000), la poétesse Forough Farrokhzad (1935-1967).

## Littérature persane classique

### Littérature persane pré-islamique

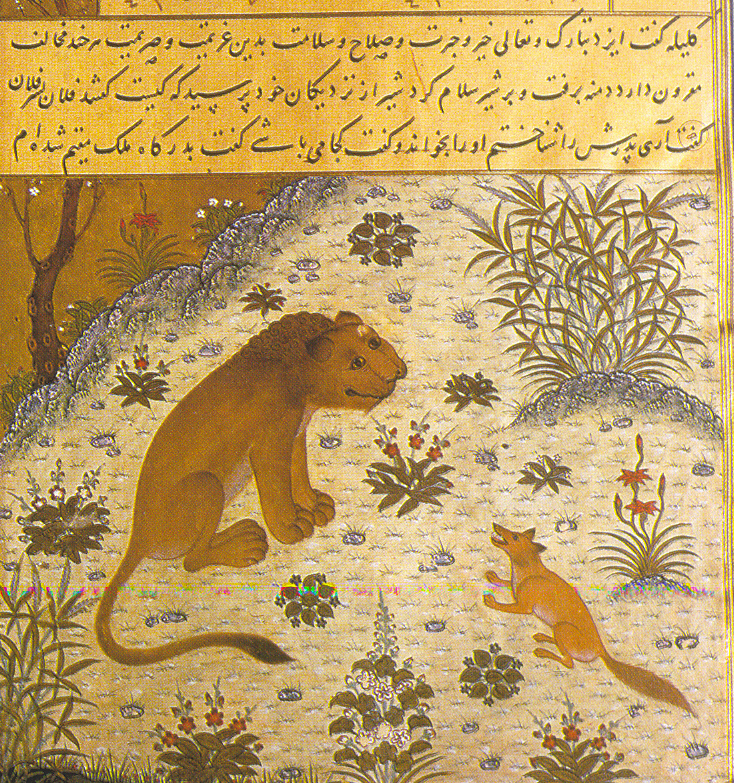
Kelileh va Demneh, Manuscrit persan datant de 1429, provenant de Herat, l'illustration représente un chacal essayant de faire fuir un lion.

Il reste peu de vestiges littéraires des Perses anciens. La plupart consistent en des inscriptions des rois achéménides, notamment Darius Ier (522-486 av. J.-C.) et de son fils Xerxès, dont l'Inscription de Behistun, en vieux perse en écriture cunéiforme : art du relief rupestre dans l'Antiquité iranienne.
La plupart des écrits zoroastriens ont été détruits, d'abord durant la conquête d'Alexandre le Grand, puis lors de la Conquête musulmane de la Perse. Les Parsis, ou Perses, qui ont fui en Inde, ont emporté avec eux quelques livres zoroastriens, dont l'Avesta et les commentaires anciens (Zend) de celui-ci, en avestique (ou zend), langue iranienne orientale, assez éloignée du vieux perse.
Quelques travaux de géographie sassanide et de carnets de voyages subsistent dans des traductions en arabe.
Les universitaires contemporains Ahmad Tafazzoli et Jaleh Amouzgar ont conduit des travaux extensifs sur les écrits achéménides et sassanides, religieux et profanes, qui ont survécu, en moyen perse (ou pehlevi), en écriture pehlevi.

### Littérature persane des périodes médiévales et pré-modernes
Au début de la période islamique, durant les trois premiers siècles, la littérature en Iran est globalement de langue arabe, avec emprunts croisés dans les deux langues.
Alors qu'il a initialement été maintenu dans l'ombre par l'arabe pendant le califat omeyyade et au début du califat abbasside, dès le 10e, le persan moderne est redevenu une langue littéraire, dans tous les territoires de l'Asie centrale.
La renaissance de la langue dans sa nouvelle forme est souvent attribuée à Ferdowsi (940c-1020c), Onsori (970c-1039), Abu-Mansur Daqiqi (940c-980), Roudaki (859-941) et leur génération, puisqu'ils utilisaient le nationalisme pré-islamique comme un moyen de faire revivre la langue et les coutumes de la Perse antique.
En particulier, Ferdowsi dit lui-même dans son Shâh Nâmeh :

« بسی رنج بردم در این سال سی 

م زنده کردم بدین پارسی »

« Pendant trente ans, j'endurai beaucoup de douleur et de conflits,

avec le persan, j'ai donné à l'Ajam ('adjam) la verve et la vie. »

Le persan était la langue des cours et de sa littérature en dehors des frontières de l'Iran contemporain dans lequel le persan renaissant. Par exemple, Rûmi (1207-1273, Maulana), un des poètes les plus aimés de l'Islam (et de la Perse) écrivait en persan, mais vivait à Konya, maintenant en Turquie, qui était alors la capitale des Seldjoukides. Les Ghaznévides ont conquis de grands territoires en Asie centrale et du Sud, et ont adopté le persan comme langue officielle de la cour. Il existe donc une littérature persane dans des territoires qui font maintenant partie de l'Afghanistan, du Pakistan, et de l'Inde, et de l'Asie centrale (ex-URSS).

#### Poésie

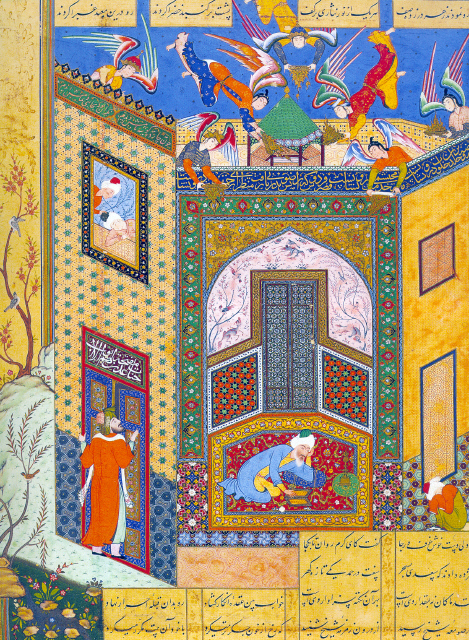
Illustration du Jardin de la rose du pieux de Nur ad-Din Jami, daté de 1553. L'image mélange la poésie et la miniature persane en une seule image, comme c'est l'habitude dans de nombreuses œuvres de la littérature persane.

Les écrits du début de l'époque de la poésie persane se caractérisent par un fort patronage des cours, une extravagance de panégyriques et par ce qui est connu comme سبک فاخر « de style exalté ».
Le qasideh est peut-être la forme la plus célèbre de panégyriques utilisée, bien que les quatrains tels que ceux des Quatrains d'Omar Khayyam soient aussi très largement populaires.
La tradition du mécénat royal, qui remonte à l'époque sassanide, continue à l'époque des cours abbassides et samanides et dans chaque dynastie persane.
Ce style, dit style khorassani, parce que la plupart de ses artistes étaient associés avec la province du Khorassan, peut se caractériser par une diction dédaigneuse, un ton digne et un langage relativement littéraire. Les représentants principaux de ce lyrisme sont Asjadi (en), Farrukhi Sistani, Onsori, et Manuchehri (en). Les maîtres du panégyrique, comme Roudaki, sont réputés pour dépeindre l'amour de la nature et de la flore grâce à leurs vers descriptifs.
Les cours et le système de mécénat perment ainsi l'émergence du style épique de la poésie, sont le Shâh Nâmeh de Ferdowsi marque l'apogée. En glorifiant le passé historique de l'Iran dans des vers héroïques et élevés du genre dâstân, lui et d'autres notables comme Daqiqi et Assadi Toussi présentent "l'Ajam" comme une source de fierté et d'inspiration qui aide à préserver le sens de l'identité des peuples iraniens à travers les siècles. Ferdowsi met en place un modèle qui va être suivi par de nombreux autres poètes.
Le XIIIe siècle marque l'essor de la poésie lyrique avec le développement du ghazal comme forme de versification majeure, et l'apparition de la poésie mystique et soufie. Ce style, souvent appelé style eraqi ou iraki (du qualificatif donné à la partie occidentale de la Perse, par opposition au Khorassan), est connu pour ses qualités lyriques émotionnelles, ses mètres riches et la simplicité relative du langage utilisé. La poésie émotionnelle et romantique n'est cependant pas nouvelle, comme le montrent des poèmes tels que Vis o Ramin de Fakhreddine Assad Gorgani, et Youssouf et Zoleïkha de Djami. Des poètes tels que Sanaï et Attar (dont Rumi déclare qu'ils furent une source d'inspiration pour lui), Khaqani, Anvari, et Nizami, sont très respectés par les auteurs de ghazals. Mais l'élite de cette école est surtout représentée par Rûmi, Saadi, et bien sûr Hâfez.
Dans le genre didactique, il faut mentionner Hadiqat al Haqiqa (en) de Sanaï et Makhzan al-Asrar (en) de Nizami. Quelques travaux d'Attar appartiennent aussi à ce genre, ainsi que les écrits les plus importants de Rûmi, bien que certains aient tendance à les classer dans le style lyrique à cause de leurs qualités mystiques et émotionnelles. Certains tendent aussi à regrouper les œuvres de Nasir e Khosraw dans ce style, cependant, le vrai joyau est le Boustân de Saadi, un classique de la littérature persane.
Après le XVe siècle, le « style indien » de la poésie persane (de style esfahani, d'Ispahan, ou safavide) 'impose. Il plonge ses racines dans l'époque timouride, et produit des œuvres comme celles d'Amir Khosrow Dehlavi.

#### Essais
Les écrits les plus significatifs de ce type dans la littérature persane sont Tchahar Maqaleh de Nizami, Aroudhi de Samarcande, ainsi que le recueil d'anecdotes intitulé Jawami ul-Hikayat (en) de Zahiriddin Nasr Mohammad Aoufi (en).
Le fameux texte du ziyaride `Unsur al-Ma`âlî Kay Kâ'ûs écrit en 1082-1083, le célèbre Qâbûs Nâmeh (Livre de Qâbûs un « miroir des princes »), est une œuvre très prisée des belles-lettres de la littérature persane. L'autre œuvre très prisée dans ce genre est celle du grand vizir persan, Nizam al-Molk (1018-1092).

#### Biographies, hagiographies, et travaux historiques
Des œuvres historiques et biographiques majeures en persan classique, on peut mentionner le Lubab ul-Albab (en) de Zahiriddin Nasr Mohammad Aoufi (en), qui est considéré comme une source fiable par de nombreux experts, ainsi que le célèbre Tarikh-e Jahangushay-e Juvaini (en) (Histoire du Conquérant du monde) d'Ata al-Molk Juvayni, qui relate les événements des époques mongoles et ilkhanides de l'Iran. Tadkhirat al-Awliya (Hagiographies des saints) d'Attar est aussi un récit détaillé sur les mystiques soufis, qui est pris en référence par de nombreux auteurs et est considéré comme une œuvre significative de l'hagiographie mystique.
Une autre œuvre de valeur historique ayant significativement influencé le genre est la fameuse Tarikh-i Beyhaqi d'Abolfazl Beyhaghi, écrit au XIe siècle.

#### Satire
- Obeid Zakani (1300?-1370)

#### Folklore
- Kelileh va Demneh (traduit d'un conte folklorique indien)

#### Religion
- Revivification des sciences de la religion (11e s.)

## Littérature persane contemporaine
Littérature des XIXe, XXe et XXIe siècles.

### XIXesiècle
- Moschtāq (1689–1757)
- ʿĀšeq (1699–1767)
- Āzar (?-1780)
- Hātef (?-1783)
- Medschmār (?- 1810)
- Fath Ali Chān Sabā (?-1822)
- Nechāt (1761–1828) (Mo'tamid od-Doule Mirzā Abd ol-Wahhab Nechāt)
- Foroughi (1798–1857)
- Scheibāni (1825–1890)
- Amiri (1860–1917) (Sādeq Chān-e Farahan, Abibolmamalek)
- Iradsch (1874–1926)
- Tâhereh (1817-1852)

### XXesiècle
- Iqbāl-i Lāhōrī (1877–1938)
- Mohammad Taghi Bahar (1886–1951), poète
- Nima Youchidj (1895–1958), poète
- Gholamreza Rashid-Yasemi (en) (1895–1951), poète
- Mohammad-Ali Djamalzadeh (1892-1997), journaliste, pamphlétaire
- Bozorg Alavi (1904–1997), écrivain, traducteur
- Parvin E'tesami (1906–1941), poétesse
- Parviz Natel-Khanlari (en) (1914-1990), linguiste, écrivain
- Sādeq Tschubaks (1916–1998)
- Simin Daneshvar (1921-2012), nouvelliste, romancière
- Jalal Al-e-Ahmad (1923–1969), écrivain, traducteur, critique
- Ahmad Chamlou (1925–2000), poète
- Fereydoun Moshiri (1926–2000), poète
- Simin Behbahani (1927–2014), poétesse
- Mehdi Akhavan-Sales (1928–1990), poète
- Sohrab Sepehri (1928–1980)
- 'Alî Sharî'atî (1933-1977)
- Forough Farrokhzad (1935–1967)
- Reza Baraheni (1935-2022), poète, traducteur
- Houshang Golshiri (1937–2000)
- Mohammad Reza Shafiei-Kadkani (1939-), poète, sémiologue
- Javad Mojabi (en) (1939-), poète
- Mahmoud Dowlatabadi (1940-), romancier, acteur
- Shahrnush Parsipur (1946-), romancière, essayiste
- Bahiyyih Nakhjavani (1948-), romancière, bahaïe
- Abbas Nalbandian (1949-1989), dramaturge

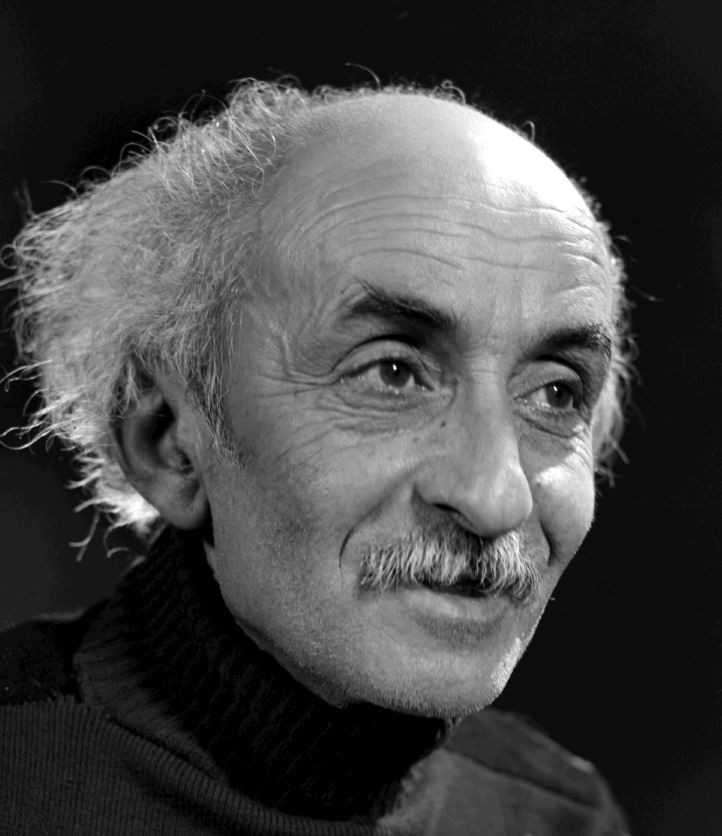
Nima Youchidj
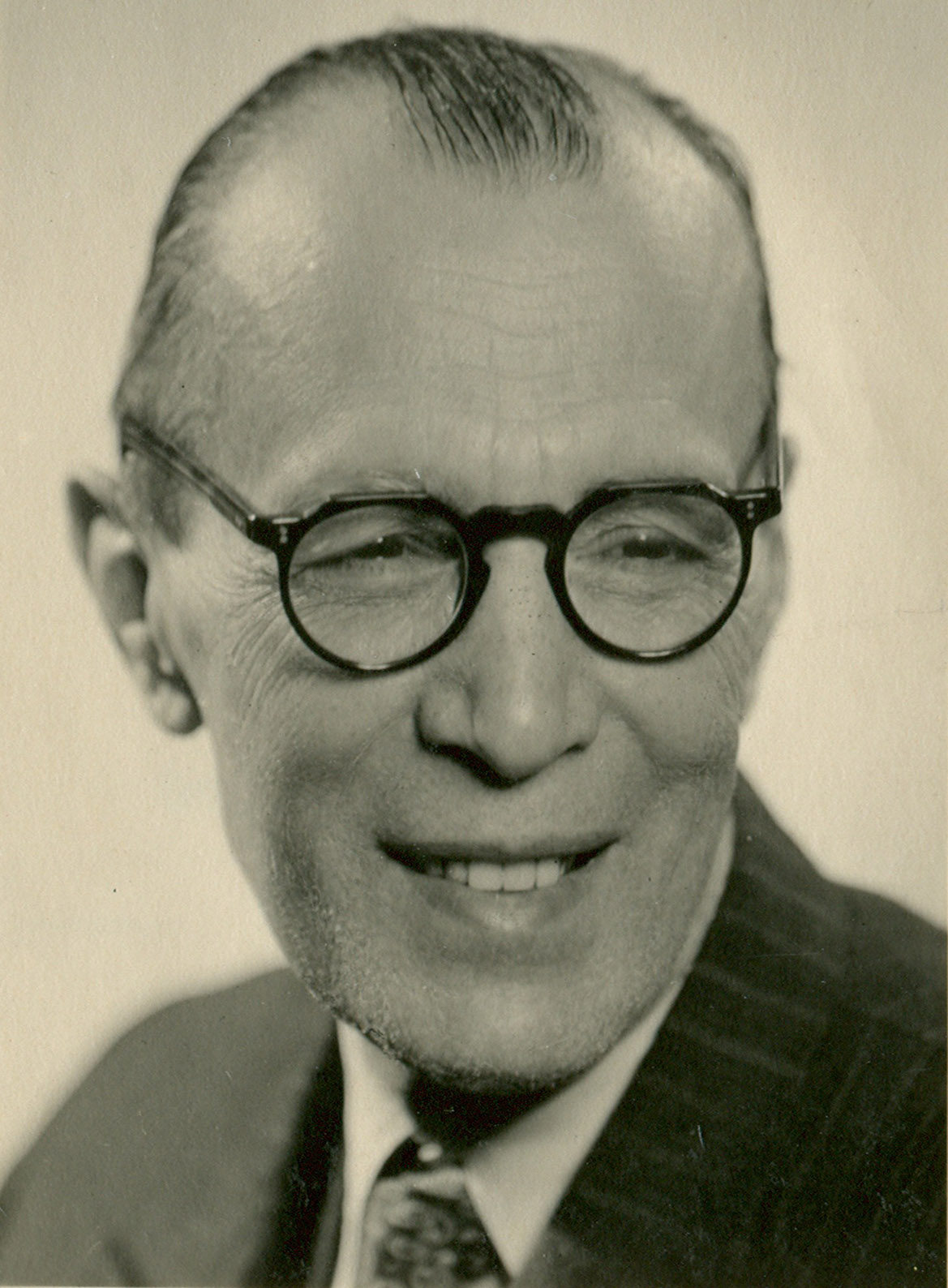
Mohammad Taghi Bahar
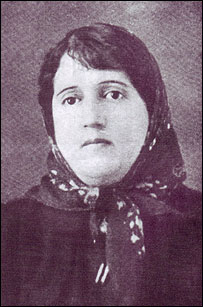
Parvin E'tesami
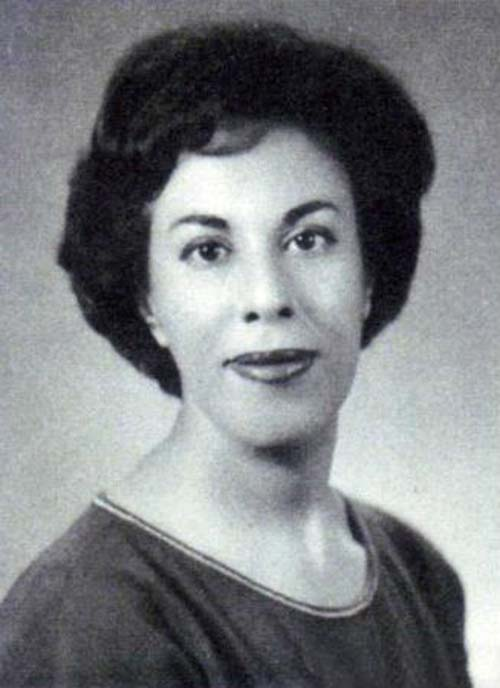
Simin Daneshvar
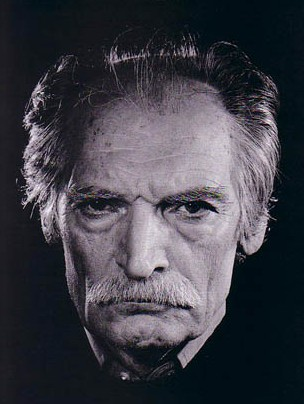
Mahmoud Dowlatabadi
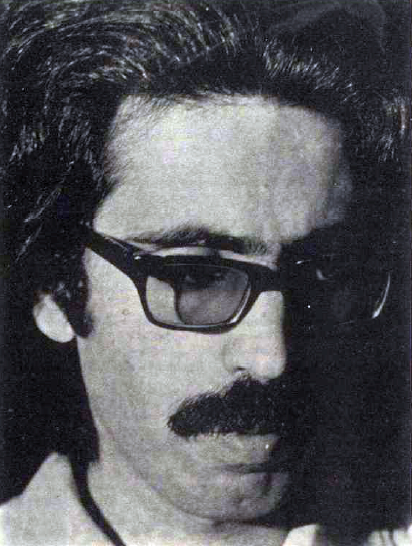
Abbas Nalbandian

- Moniro Ravanipour (en) (1952-)
- Zoyâ Pirzâd (1952-), nouvelliste, romancière
- Fereshteh Molavi (1953-), essayiste, romancière, traductrice
- Azar Nafisi (1955-), romancière
- Marzieh Sotoudeh (1957-), nouvelliste, traductrice
- Shahriar Mandanipour (1957-), romancier, nouvelliste
- Nahal Tajadod (1960-), traductrice, essayiste
- Hossein Sanapour (en) (1960-), journaliste, nouvelliste, scénariste
- Javad Djavahery (1962-), romancier
- Sorour Kasmaï (1962-), éditrice, traductrice
- Chahdortt Djavann (1967-), romancière, essayiste
- Négar Djavadi (1969-), scénariste, romancière
- Reza Amirkhani (en) (1973-), romancier
- Abnousse Shalmani (1977-), journaliste, romancière
- Dina Nayeri (1979-), romancière
- Maryam Madjidi (1980-), romancière
- Sahar Delijani (1983-)

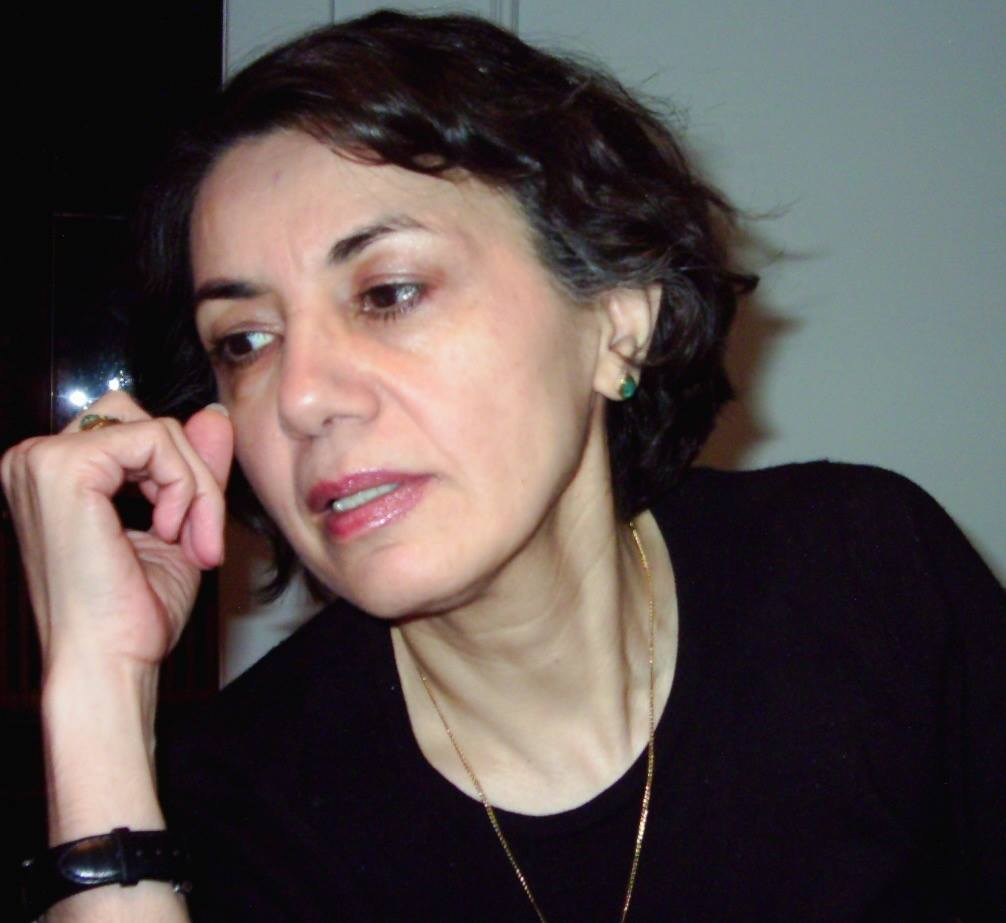
Fereshteh Molavi
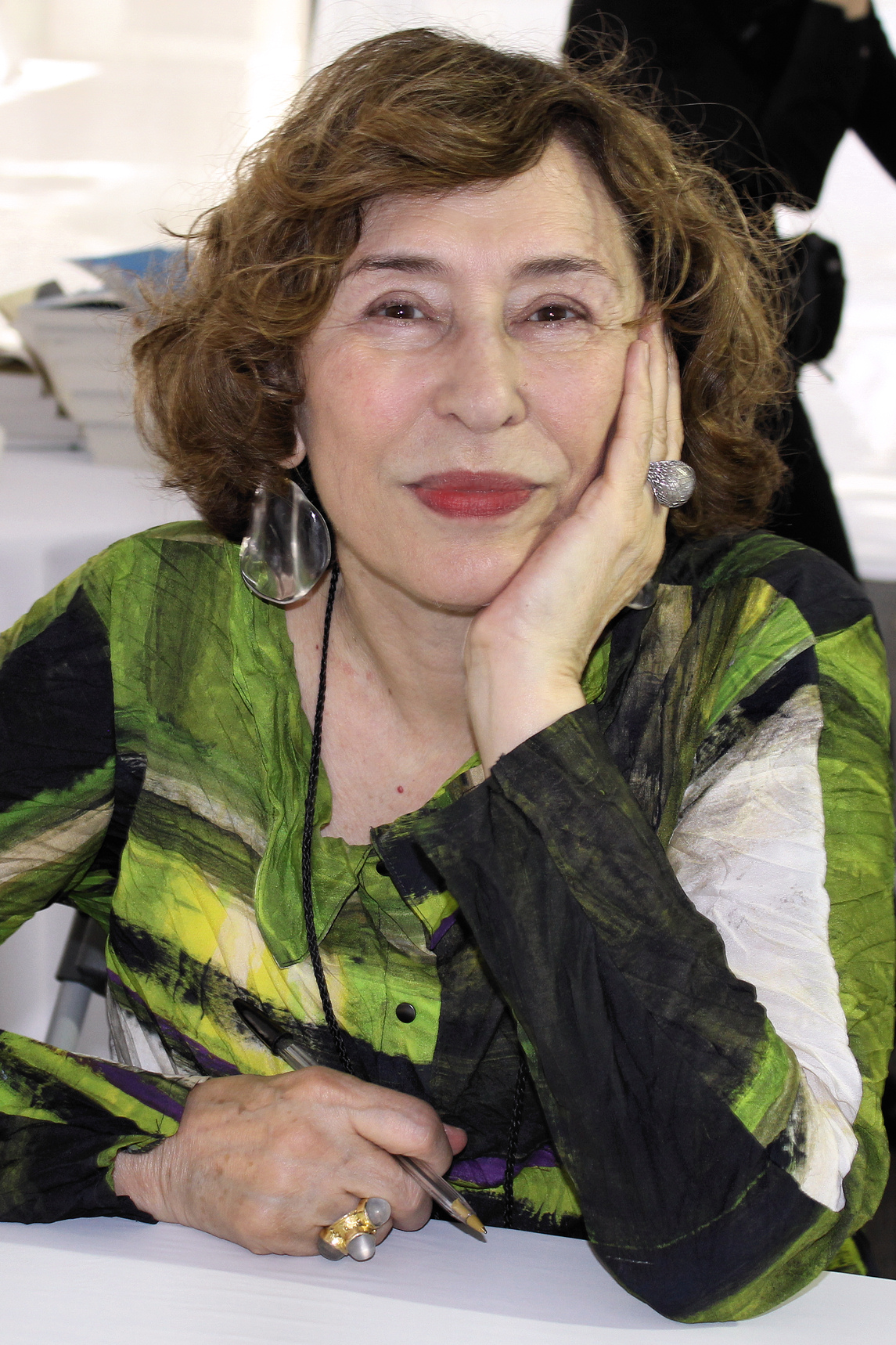
Azar Nafisi
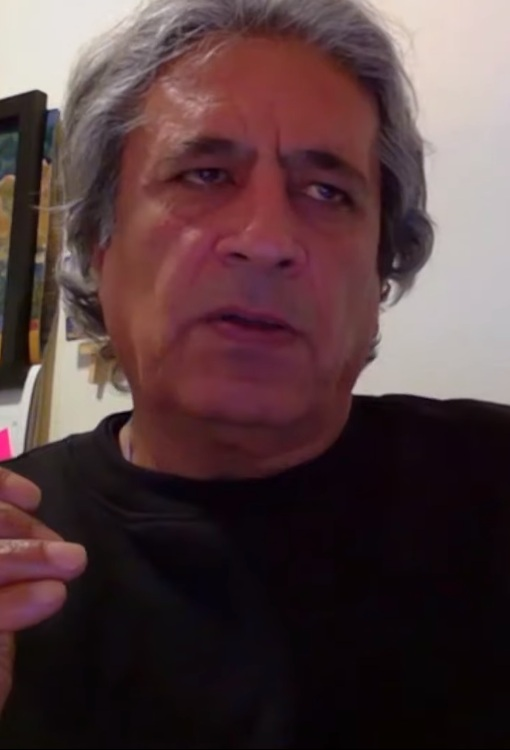
Shahriar Mandanipour
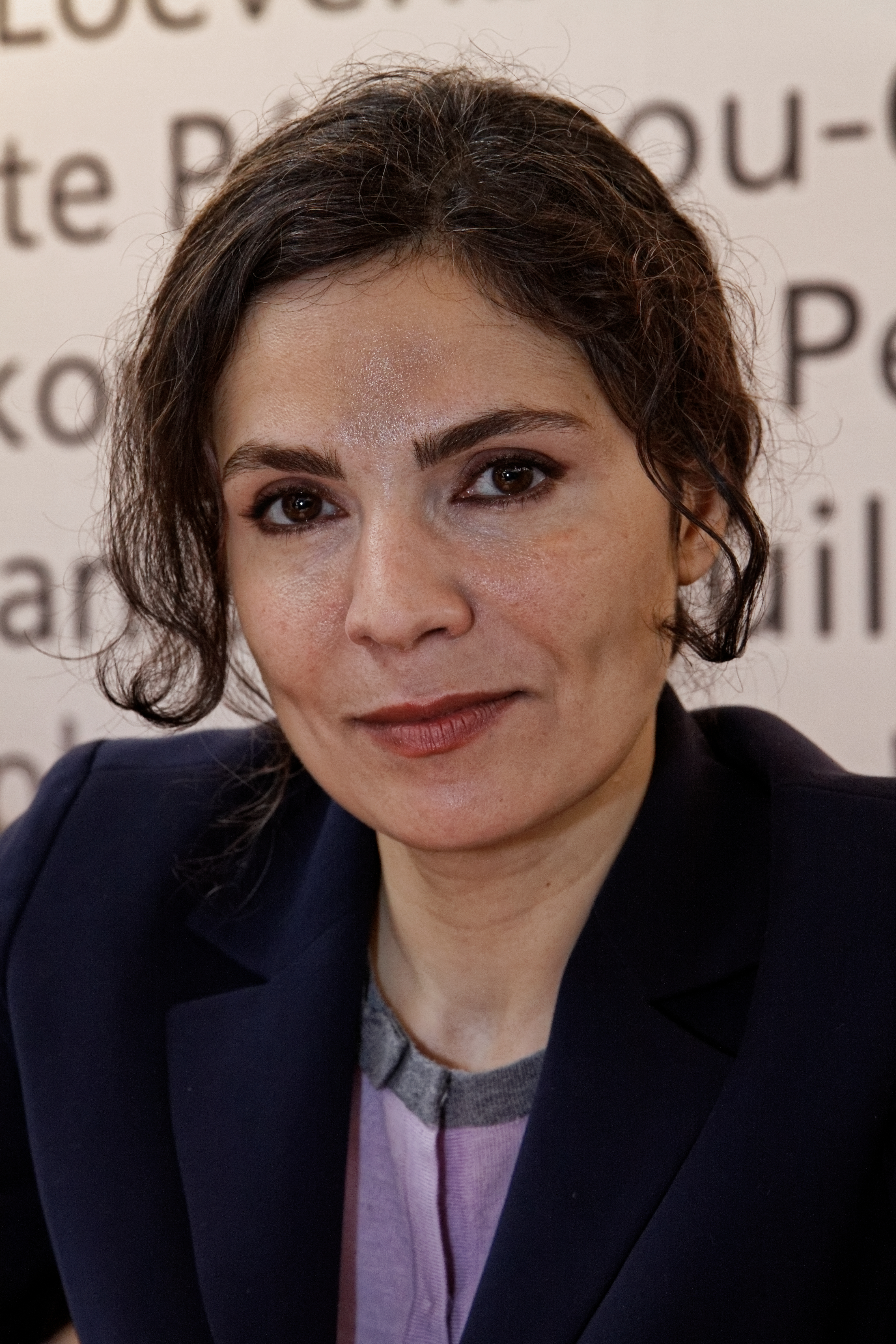
Chahdortt Djavann
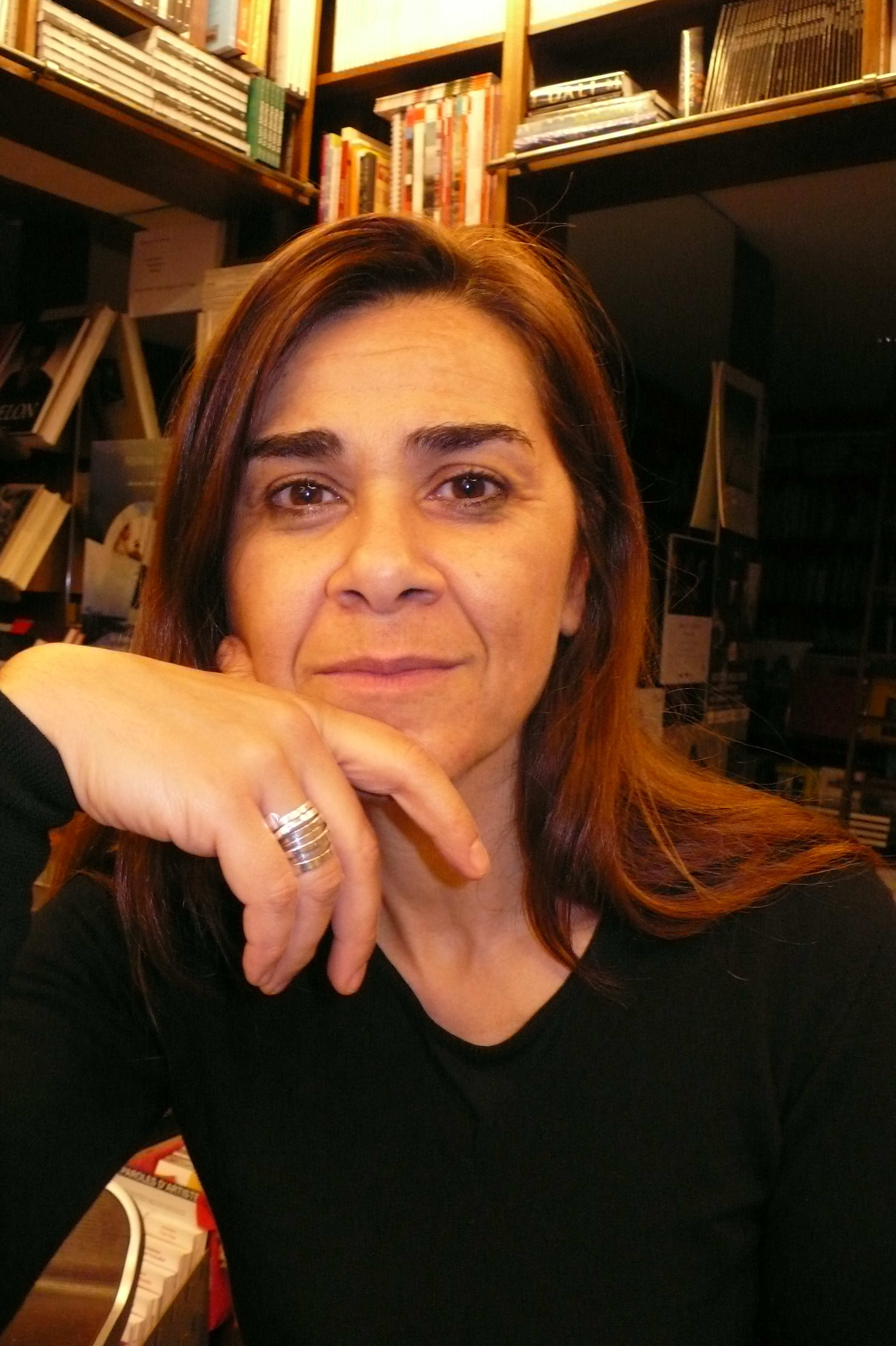
Négar Djavadi
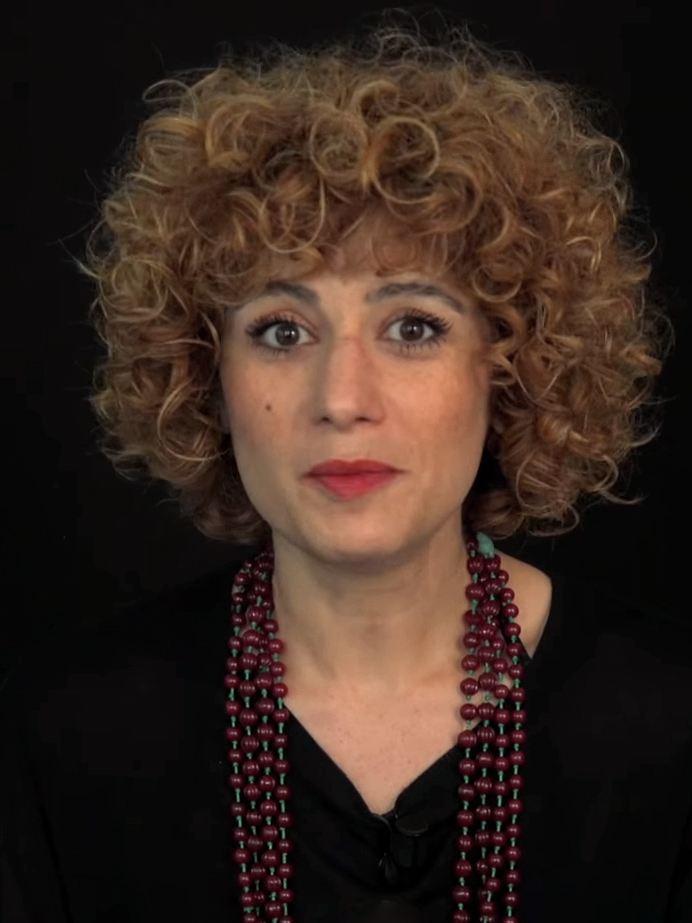
Abnousse Shalmani
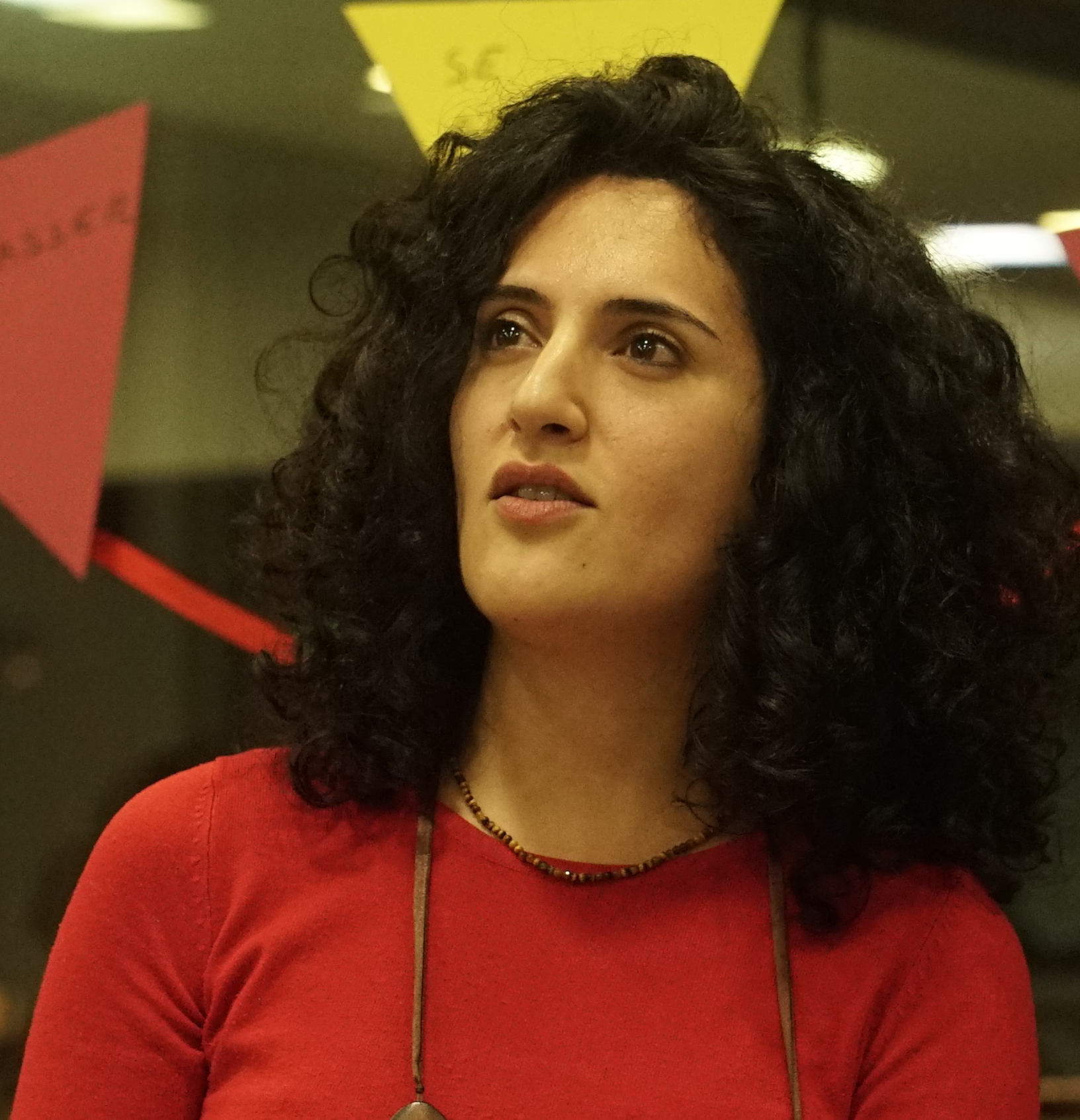
Maryam Madjidi

### La littérature persane en Iran
Au XIXe siècle, la littérature persane connaît un profond bouleversement et entre dans une ère de changement. Le début de cette transformation est illustré par un incident au cours de la moitié du XIXe siècle, à la cour de Nassereddine Shah, où le Premier ministre réformateur, Amir Kabir, châtie le poète Habibollah Qaani (en) (1808-1854) pour avoir « menti » dans un panégyrique sous forme dqasida en son honneur. Amir Kabir, bien sûr, considérait la poésie en général et le genre de poésie qui s'était développé durant la période Qadjar comme des entraves au « progrès » et à la « modernisation » de la société iranienne qui avait de grands besoins de se transformer. Des inquiétudes « extra-littéraires » similaires furent exprimées de façon grandissante par d'autres, tels que Fath-'Ali Akhundzadeh, Mirza Aqa Khan Kermani, et Mirza Malkom Khan, qui cherchaient à satisfaire également les besoins de changement en termes littéraires dans la poésie persane mais en les reliant toujours aux problèmes sociaux.
On ne peut comprendre le courant de la nouvelle littérature persane sans prendre en compte les mouvements intellectuels et sociaux dans les cercles philosophiques iraniens. Étant donné le climat social et politique de la Perse (Iran) à la fin du XIXe siècle et au début du XXe siècle, qui amena la révolution constitutionnelle persane de 1906-1911, l'idée de la nécessité d'un changement dans la poésie persane, de façon à refléter les réalités d'un pays en transition se répandit graduellement, propagée par des figures éminentes de la littérature, telles qu'Ali Akbar Dehkhoda et Abolghassem Aref, qui défièrent le système traditionnel de la poésie persane en y introduisant de nouveaux contenus, dans une expérimentation des aspects rhétoriques, lexicosémantique et structurels de la poésie. Alors que Dehkhoda, par exemple, utilise une forme traditionnelle moins connue, les mosammat, dans une élégie pour l'exécution d'un journaliste révolutionnaire, 'Aref se sert du ghazal, pour écrire son Payam-e Azadi (« Message de liberté »).
Un débat important dans le développement de la littérature persane moderne (et bien sûr dans d'autres aspects de la société iranienne) s'est centré sur la question de la modernisation et de l'occidentalisation, et si oui ou non, en pratique, ces termes sont adéquats pour décrire l'évolution de la société iranienne, et pour la littérature persane des deux siècles derniers. On peut avancer que presque tous les défenseurs du modernisme dans la littérature persane, d'Akhundzadeh, Kermani, et Malkom Khan jusqu'à Dehkhoda, Aref, Bahar, et Rafat entre autres, furent inspirés à des degrés divers par les développements et les changements survenus dans la littérature d'Occident et particulièrement celle d'Europe. Cela ne voulait pas dire qu'il fallait copier aveuglément les modèles occidentaux, mais que dans la pratique, les aspects de la littérature occidentale devaient être adaptés et ajustés aux besoins de la culture iranienne.
Pour Sadegh Hedayat, qui était considéré comme le plus moderne de tous les écrivains modernes, la modernité n'était pas seulement une question de rationalité scientifique ou une pure imitation des valeurs européennes. Un trait marquant dans le modernisme de Hedayat est sa critique séculariste de la société iranienne. Hedayat établit ainsi une approche critique qui fut presque unique dans la période d'entre les deux guerres en Iran. Sa quête moderne de la vérité évite toute glorification romantique d'une idéologie et une vision plus réaliste des couches sous-développées et défavorisées de la société iranienne. Hedayat utilisait le plus souvent pour cela un ton et un style universel. C'est peut-être pour cela que Hedayat peut être considéré comme un écrivain universel et pas seulement iranien.
Succédant aux œuvres pionnières d'Ahmad Kasravi, Sadeq Hedayat et d'autres, la vague iranienne de littérature comparée et de la critique littéraire atteignit un sommet symbolique avec l'émergence de figures littéraires comme Abdolhossein Zarrinkoub, Shahrokh Meskoob, Houshang Golshiri et Ebrahim Golestan.
En 1979, la Révolution iranienne transforme le paysage politique, social, économique, culturel.
En raison des choix de la république islamique d'Iran, de 1979 au présent, de nombreuses personnalités sont amenées à s'exiler.
La vie culturelle en Iran est métamorphosée.

### La littérature persane afghane
La littérature persane en Afghanistan a connu aussi une évolution spectaculaire depuis ces dernières décennies. Au début du XIXe siècle, l'Afghanistan fut confronté à des changements économiques et sociaux qui donnèrent aussi naissance à une nouvelle approche de la littérature. En 1911, Mahmoud Tarzi, qui revenait en Afghanistan après des années d'exil en Turquie et y avait subi l'influence des cercles gouvernementaux, lança une publication par quinzaine, Saraj’ul Akhbar. Saraj n'était pas la première publication de ce genre dans le pays, mais dans le domaine du journalisme et de la littérature, il annonça une période nouvelle de changement et de modernisation. Saraj ne joua pas un rôle important seulement dans le journalisme ; il donna aussi une impulsion nouvelle à la littérature et ouvrit la voie à une poésie et un lyrisme qui cherchaient de nouveaux moyens d'expression de sorte que les pensées personnelles prenaient un tour plus social. En 1930 (1309 H), après des mois de stagnation culturelle, un groupe d'écrivains fonda le Cercle littéraire de Hérât. L'année suivante un autre groupe qui se baptisa lui-même le Cercle littéraire de Kaboul fut fondé dans la capitale. les deux groupes publièrent chacun leur revue consacrée à la culture et à la littérature persanes. Mais tous deux, et particulièrement la revue de Kaboul, n'eurent que peu de succès dans l'avènement d'une poésie et d'une écriture persane nouvelles. Finalement la revue Kaboul devint un bastion des écrivains et poètes traditionnels, et le modernisme dans la littérature dari fut repoussée en marge de la vie sociale et culturelle.
Les trois poètes classiques les plus éminents de l'Afghanistan de cette époque étaient Ghary Abdoullah, Abdoul Hagh Beytat et Khalil Oullah Khalili (en) (1907-1987). Les deux premiers reçurent le titre honorifique de malek ul shoara (roi des poètes), l'un après l'autre. Khalili, le troisième et le plus jeune, se sentait attiré par le style poétique du Khorassan à la place du style habituel Hendi. Il s'intéressait aussi à la poésie moderne, et écrivit quelques poèmes dans un style plus moderne, avec quelques innovations dans la pensée et le sens. En 1935, après que deux poèmes de Nima Youchidj (1895-1958), intitulés harab et Ghaghnus furent publiés, Khalili écrivit un poème intitulé Sorude Kuhestan ou Le Chant de la montagne selon le même schéma rythmique que Nima, et l'envoya au Cercle littéraire de Kaboul. Mais les traditionalistes de Kaboul refusèrent cette poésie pour leur magazine car elle n'était pas écrite selon le vieux rythme traditionnel, et ils critiquèrent Khalili d'avoir modernisé son style poétique. Pourtant, très progressivement et en dépit de tous les efforts des traditionalistes, les nouveaux styles finirent par se frayer une voie en littérature et dans les cercles littéraires. Le premier recueil de poésie nouvelle parut en 1957 (1336H), et en 1962 (1341H), une anthologie de poésie persane moderne fut publiée à Kaboul.
Le premier groupe qui écrivit des poésies dans le nouveau style comprenait entre autres Mahmoud Farani, Baregh Shafi’i, Solyman Layegh, Sohail et Ayeneh. Plus tard, ils furent rejoints notamment par Wasef Bakhtari (en) (1942-), Asadoullah Habib et Latif Nazemi (en) (1947-). Tous apportèrent une part personnelle à la modernisation de la poésie persane en Afghanistan. Les autres figures notables sont Oustad Behtab, Leila Sarahat Roshani (en) (1942-2004), Sayed Elan Bahar et Parween Pazhwak (1967-). Des poètes comme le Russe Maïakovski, Yase Nien et Abolqasem Lahouti (poète iranien en exil en Russie, 1887-1957) exercèrent une influence particulière sur les poètes persans d'Afghanistan. L'influence d'Iraniens (comme Farrokhi Yazdi et Ahmad Chamlou) sur la prose moderne afghane et sa poésie, surtout à partir de la seconde moitié du XIXe siècle, doit aussi être prise en compte. Des écrivains afghans majeurs comme Asef Soltanzadeh, Reza Ebrahimi, Ameneh Mohammadi, et Abbas Jafari grandirent en Iran et furent sous l'influence des enseignants et écrivains iraniens.

### La littérature tadjike
La poésie nouvelle au Tadjikistan fut surtout influencée par le mode de vie de ses habitants et par la révolution, et cet impact sur la modernisation fut puissant, jusqu'à l'arrivée de la poésie contemporaine de France, d'Asie et d'Amérique latine. Dans les années 1960, la poésie moderne iranienne et celle de Mohammad Iqbal Lahouri firent grande impression sur la poésie tadjike et cette période est sans doute la plus riche, la plus féconde et la plus active pour le développement de thèmes et de formes nouveaux dans la poésie persane du Tadjikistan. Quelques poètes tadjiks ne furent que des imitateurs et l'on sent l'influence et les traits de poètes étrangers dans leurs œuvres. Seulement deux ou trois poètes furent capables d'assimiler la poésie étrangère et de créer une nouvelle poésie. Au Tadjikistan, la forme et les images des nouvelles et des romans ont été empruntées aux littératures russe et européenne. Les noms les plus célèbres de la littérature persane au Tadjikistan sont ceux de Golrokhsar Safi Eva, Mo'men Ghena'at, Farzaneh Khojandi et Layeq Shir-Ali.

### Poésie
Parmi les poètes principaux :
- Nima Youchidj (1895-1958) ;
- Ahmad Chamlou (1925-2000), Aléf-Bâmdâd ;
- Fereydoun Moshiri (1926-2000) ;
- Simin Behbahani (1927-2014) ;
- Bijan Jalali (en) (1927-2000) ;
- Sohrab Sepehri (1928-1980) ;
- Mehdi Akhavan-Sales (1928-1990) ;
- Manoutchehr Atachi (1931-2005) ;
- Forough Farrokhzad (1935-1967) ;
- Mohammad Reza Shafiei-Kadkani (1939-).

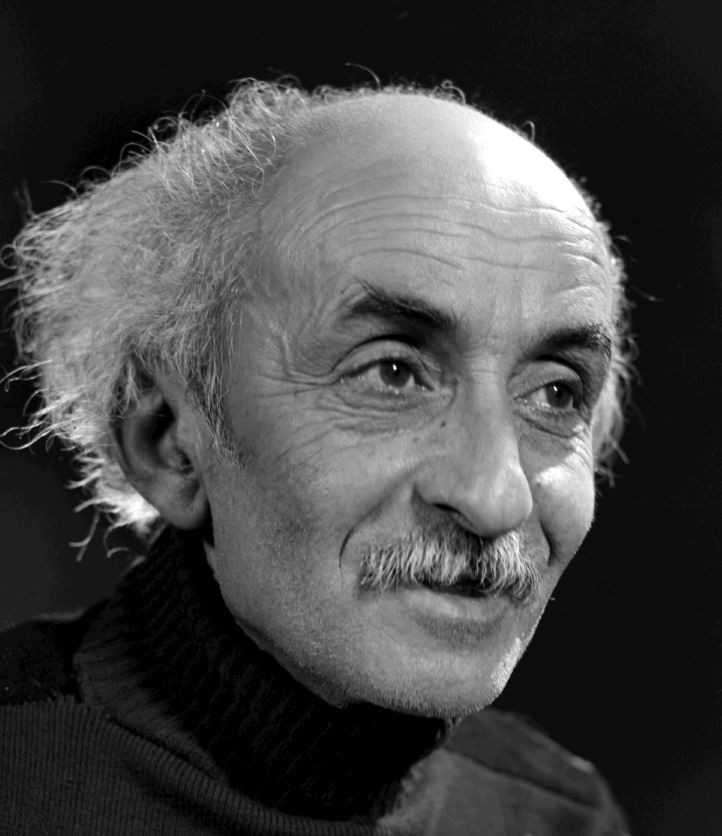
Nima Youchidj
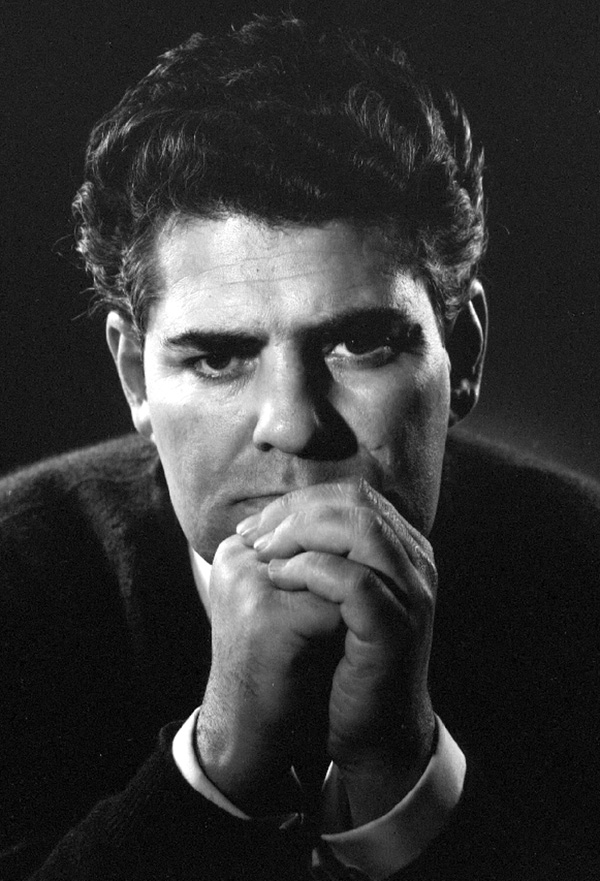
Ahmad Chamlou
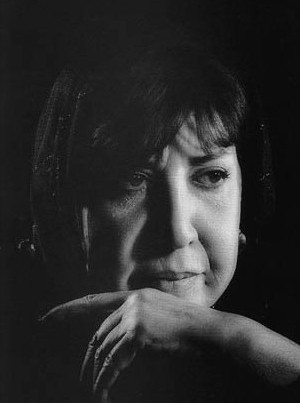
Simin Behbahani
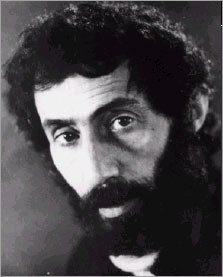
Sohrab Sepehri
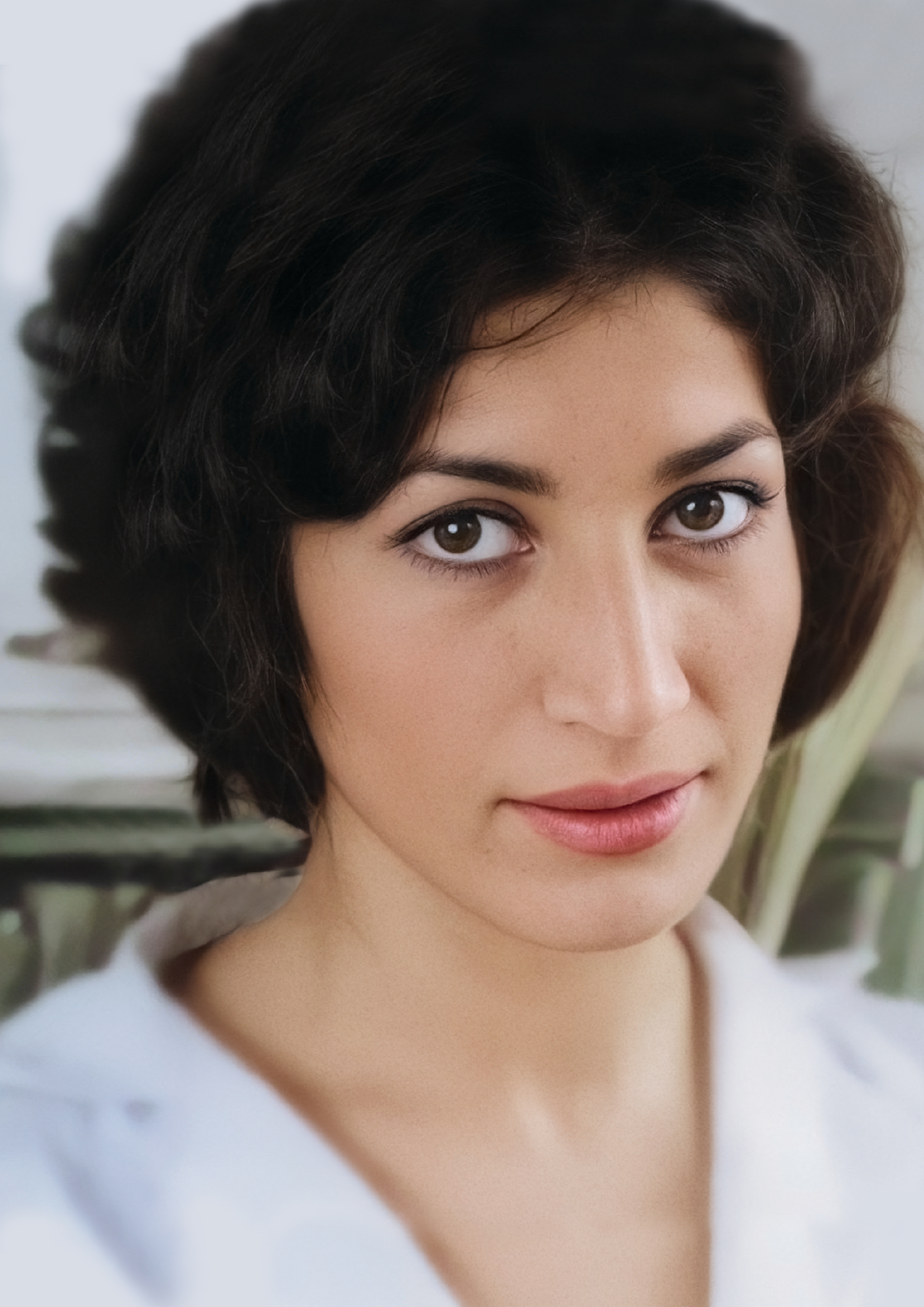
Forough Farrokhzad
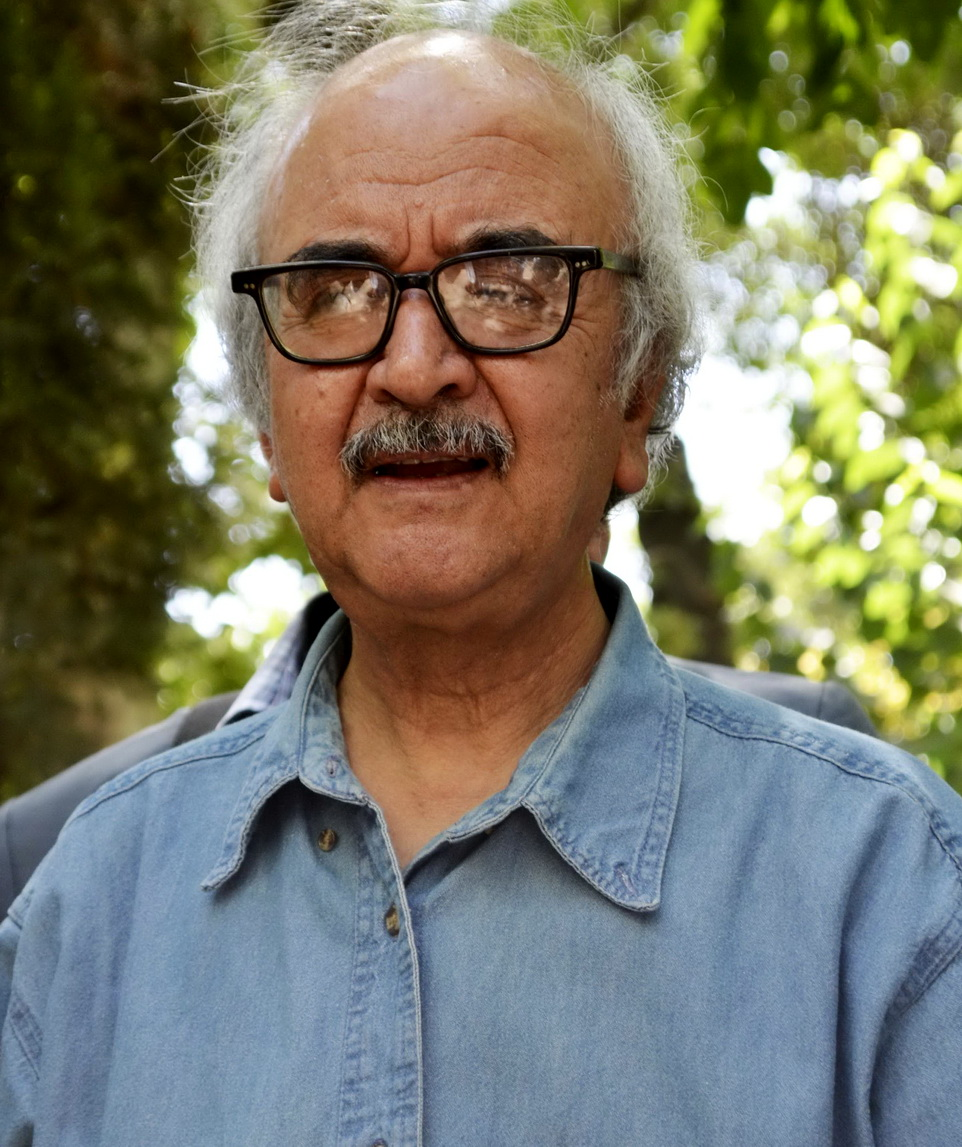
Mohammad Reza Shafiei-Kadkani

### Nouvelles
Les novellistes bien connus incluent :
- Simin Daneshvar (1921-2012) ;
- Bahrâm Sâdeghi[8] (1937-1984).

### Essais
- Houshang Golshiri (1937-2000), écrivain de fictions, critique et éditeur

### Satire
- Ali Akbar Dehkhoda (1879-1959)
- Kiumars Saberi Foumani (en) (1941-2004)
- Hadi Khorsandi (1943-)
- Ebrahim Nabavi (en) (1958-)

### Théâtre
- Théâtre persan (en)

### Critique littéraire
Les critiques du XIXe siècle sont, entre autres :
- Mirza Fath ʿAli Akhundzade (1812-1878) ;
- Mirza Malkom Khan (1834-1908) ;
- Mirza Abdul'Rahim Talibov Tabrizi (1834-1911) ;
- Zeyn al-Abedin Maraghei (en) (1840-1910).

Les grands critiques du XXe siècle incluent entre autres :
- Allameh Dehkhoda (1879-1959) ;
- Ahmad Kasravi (1890-1946) ;
- Saïd Nafisi (1896-1966) ;
- Sadegh Hedayat (1903-1951) ;
- Badiozzaman Forouzanfar (en) (1904-1970) ;
- Mohammad Moin (1914-1971) ;
- Parviz Natel-Khanlari (en) (1914-1990).

Parmi les critiques contemporains :
- Abdolhossein Zarrinkoub (en) (1923-1999) ;
- Shahrokh Meskoub (en) (1924-2005) ;
- Houshang Golshiri (1937-2000).

## Dictionnaires
Ali Akbar Dehkhoda nomme près de deux cents œuvres lexicographiques dans son monumental Dictionnaire Dehkhoda, les plus anciennes datant de la fin de l'époque sassanide, à savoir Farhang-e Avim (فرهنگ اویم) et Farhang-e Menakhtaï (فرهنگ مناختای).
Les lexiques les plus largement utilisés pendant le Moyen Âge étaient ceux d'Abou Hafs Soghdi (فرهنگ ابو حفص سغدی) et d'Asadi Tusi (فرهنگ لغت فرس) qui ont été écrits en 1092.
En 1645, Christian Rau Ravius et Lugduni ont réalisé un dictionnaire persan-latin. Ce travail a été suivi par les dictionnaires persan-anglais de J. Richardson en deux volumes édités à Oxford (1777) et de Gladwin-Malda's (1770), le dictionnaire français-persan d'Alexandre Hangerli (1840), le dictionnaire persan-russe de Scharif et S. Peters (1869) et un ensemble de trente autres traductions lexicographiques du persan jusqu'aux années 1950.
Les autres œuvres très considérées dans les corpus lexical littéraire persan sont celles de Mohammad Moin et Soleiman Haim.

## L'influence de la littérature persane sur les autres littératures du monde

### Poésie soufie
Les poètes médiévaux comptant parmi les plus appréciés en Perse était soufis, et leur poésie était, et est toujours, largement lue par les Soufis du Maroc jusqu'à l'Indonésie. En particulier, Rûmi (Maulana) est reconnu à la fois comme poète et comme fondateur de cet ordre Soufi si répandu. Les thèmes et les styles de cette poésie de dévotion ont été beaucoup imités par de nombreux poètes soufis.

### Régions ayant été sous influence ghaznavide ou mongole

#### Afghanistan etAsie centrale
L'Afghanistan et la Transoxiane prétendent être le lieu où naquit le persan moderne. La plupart des grands mécènes de la littérature persane comme le Sultan Sandjar et les cours samanides et ghaznévides étaient situées dans cette région, de même que des génies comme Roudaki, Onsori, et Ferdowsi. Ce riche héritage littéraire survit toujours dans les pays actuels du Tadjikistan, de l'Ouzbékistan et du Turkménistan.
Les noms les plus importants de la littérature persane au Tadjikistan sont :
- Golrokhsar Safi Eva[9] ;
- Mo'men Ghena'at[10] ;
- Farzaneh Khojandi[11].

Quelques-uns des noms les plus importants de la littérature persane en Afghanistan sont :
- Oustad Behtab ;
- Oustad Khaliloullah Khalili[12] ;
- Wasef e Bakhteri ;
- Leila Sarahat Roshani ;
- Sayed Elan Bahar ;
- Parwin Pazwak.

#### Inde, Pakistan, et Cachemire
Avec l'émergence des Ghaznévides et de leurs successeurs tels que les Ghourides, les Timourides et l'Empire moghol, la culture perse et sa littérature se sont graduellement diffusée dans le vaste sous-continent indien. Le persan était la langue de la noblesse, des cercles littéraires et des cours royales mogholes pendant des centaines d'années. À l'époque moderne, le persan a généralement été supplanté par l'ourdou, dialecte de l'Hindoustani fortement influencé par le persan.
La poésie persane a fleuri dans ces régions au moment où la littérature iranienne de l'époque post-safavide stagnait. En fait, Dehkhoda et d'autres universitaires du XXe siècle ont largement assis leurs travaux sur la lexicographie détaillée produite en Inde, en utilisant des compilations tels que Adah al-Fudhala (arabe : اداه الفضلا) de Ghazi khan Badr Muhammad Dehlavi,
Farhang-i Ibrahimi (فرهنگ ابراهیمی) de Ibrahim Ghavamuddin Farughi et particulièrement sur Farhang-e Anandradj (فرهنگ آناندراج) de Mohammad Padshah. De célèbres poètes d'Asie du Sud et des écrivains comme Amir Khosrow Dehlavi et Mohammad Iqbal originaires de Lahore ont eux-mêmes trouvé de nombreux admirateurs en Iran même.

### Littérature occidentale
La littérature perse était peu connue en Occident avant le XIXe siècle. Elle est devenue bien plus connue après la publication de plusieurs traductions de travaux de poètes perses de la fin de l'époque médiévale et inspira des œuvres de poètes et écrivains occidentaux.

#### Littérature allemande
- En 1819, Goethe publie son West-östlicher Divan, un recueil de poèmes lyriques inspiré par une traduction en allemand de Hafez (1326-1390).
- L'essayiste et philosophe allemand Nietzsche est l'auteur du livre Ainsi parlait Zarathoustra (1883-1885), faisant référence au prophète perse antique Zoroastre (aux alentours de 1700 av. J.-C.).

#### Littérature anglophone
- Une sélection de textes tirés du Shâh Nâmeh de Ferdowsi (935-1020) a été publiée en 1832 par James Atkinson, médecin employé par la Compagnie britannique des Indes orientales.
- Une partie de cette traduction partielle a plus tard été versifiée par le poète britannique Matthew Arnold en 1853, sous le titre de Rostam et Sohrab.
- Le poète américain Ralph Waldo Emerson a été un autre admirateur de la poésie persane. Il publia plusieurs essais en 1876 traitant de la poésie persane : Letters and Social Aims, From the Persian of Hafiz, et Ghaselle.

Le poète persan le plus populaire du XIXe siècle et du début du XXe était peut-être Omar Khayyam (1048-1123), dont le Rubaiyat a été traduit librement par Edward FitzGerald en 1859. Khayyam est plus estimé en tant que scientifique que poète dans sa terre natale de Perse, mais dans l'œuvre de FitzGerald, il est devenu un des poètes les plus cités en anglais. Le vers de Khayyam, « un morceau de pain, un pot de vin suffisent » est connu de beaucoup qui ne pourraient dire ni quand ni où le vers a été écrit.
Le poète persan et mystique Rûmi (1207-1273) (connu sous le nom de Mowlana en Iran, Mevlâna, Maulana) a attiré de nombreux lecteurs à la fin du XXe et au début du XXIe siècle. Les traductions de Coleman Barks ont permis à Rûmi la popularité d'un sage. Il existe aussi de nombreuses autres traductions, plus littéraires, d'écrivains comme A. J. Arberry.
Les poètes classiques (Hâfez, Saadi, Khayyam, Rûmi, Ferdowsi) sont maintenant largement connus en anglais comme en français et peuvent être lus dans plusieurs traductions.
Les autres œuvres de la littérature persane, peu traduites, sont peu connues.
L'écrivain Sahar Delijani, d'origine iranienne, dans un roman en anglais, Les Enfants du Jacaranda, expose certaines conséquences de la révolution iranienne.

## Auteurs et poètes
- Liste de poètes persans
- Liste d'écrivains iraniens (en)
- Liste d'écrivaines iraniennes (en)
- Liste de nouvellistes iraniens et perses (en)
- Liste de poètes et écrivains persans par siècle (en)
- Liste de philosophes persans (en)
- Liste des scientifiques et universitaires persans pré-modernes (en)

#### En persan
- Rira.ir - Une collection de nombreux poètes persans, avec leurs poèmes dans la langue originale.

#### En français
- Mohammad Javad Kamali « Bibliographie française de la littérature persane » [PDF], Sokhangostar, automne 2014
- Quelques traductions originales de poèmes persans classiques et contemporains, Balkhi.fr.
- Denis Matringe, Petite anthologie bilingue de littérature irano-persane avec rudiments grammaticaux et lexique, www.academia.edu.